# Дача (Кировоградская область)
Дача (укр. Дача) — село в Онуфриевской поселковой общине Александрийского района Кировоградской области Украины
До 2020 года входило в Онуфриевский район
Население по переписи 2001 года составляло 16 человек. Почтовый индекс — 28120. Телефонный код — 5238. Код КОАТУУ — 3524687702.